# 弓月杏里
弓月 杏里（ゆづき あんり、1979年5月4日 - ）は、日本の元AV女優。
中国人とのハーフ。
趣味：ドライブ・ショッピング

## 作品

### アダルトビデオ
- 早熟（1999年8月27日、BIJIN）
- ラブドラッグ（1999年9月26日、BIJIN）
- 吸いつきマンゴー（1999年10月29日、BIJIN）
- Face 03(アウダースジャパン)
- ドリームシャワー 014(ワープ)
- 密室デート 2(ワープ)
- NG崩壊 3(ワープ)
- 純生姦姦(ワイルドサイド)
- 恋するヴァギナ(ワイルドサイド)

## 写真集
- 失禁!! コスプレ美少女 (2000年5月30日、三和出版)